# Limnoria carptora
Limnoria carptora is een pissebed uit de familie Limnoriidae. De wetenschappelijke naam van de soort is voor het eerst geldig gepubliceerd in 1997 door Cookson.